# Лётчикфест
Лётчикфест — музыкальный фестиваль, проводимый известным клубом «Китайский Летчик Джао Да». Проходит в посёлке Ивановское Ярославской области
Клуб «Китайский летчик Джао Да», появившийся в Москве в 1999 году, со временем вырос в сеть с несколькими филиалами, в том числе в Ярославле. В Ярославской области, под Переславлем-Залесским руководство сети клубов начало строительство экотуристического комплекса «Джао Да!ча».
Двадцатилетний юбилей клуба его владельцы решили отметить большим музыкальным фестивалем. А так как в Ярославской области, в отличие от Москвы и Санкт-Петербурга, где расположены прочие клубы сети, проводится всего один музыкальный фестиваль «Доброфест», то для его проведения было выбрано поле неподалеку от экокомплекса.
Первый фестиваль под названием «Лётчик. Дача. Лето» прошёл 9-11 августа 2019 года. Действовала одна сцена, на которой выступали ярославские музыкальные группы, а также хэдлайнеры: в пятницу это были «АлоэВера», Антоха MC и «Дельфин», в субботу — Пелагея и Найк Борзов. В финальном концерте, в воскресенье выступили «Сплин» и вышедший на бис «Дельфин», заменивший сорвавшееся выступление группы ДДТ. Всего на открытой сцене выступило более 20 групп и исполнителей. Также действовала малая сцена — поэтическая. Кураторами площадки выступили поэты и культуртрегеры, основатели проекта «Культурная инициатива» Данил Файзов и Юрий Цветков. Там же прошла презентация творческих проектов «Китайского летчика Джао Да». Гости фестиваля размещались на арендованных палаточных местах в своих палатках, арендовали места в юртах на территории экокомплекса, а также в коттеджах. Всего за три дня фестиваль посетили семь тысяч гостей из Москвы (около 70 % публики), Ярославля и других городов. Так как фестиваль в целом удался, и зрители остались довольны, организаторы решили сделать это мероприятие ежегодным
В 2020 году фестиваль сменил имя на «ЛётчикФест», однако само мероприятие не состоялось из-за ограничений, вызванных пандемией коронавирусной инфекции.
В дальнейшем фестиваль планировалось провести в 2022 году, но по причине личного конфликта собственника и компании организатора фестиваль был отменён, а проект закрыт.
В августе 2024 года фестиваль вернулся - китайский лётчик вновь отпраздновал свой юбилей на территории экокомплекса широким гулянием 2 и 3 числа.Официальный сайт фестиваля
«Да, некоторые из 30 групп не доехали в такую даль, а кто-то как солистка Airo заболел. Да и от ближайшей станции единственным транспортом было только такси. Но выбывших заменили другими, да и дело того стоило.»